# Lady Pank

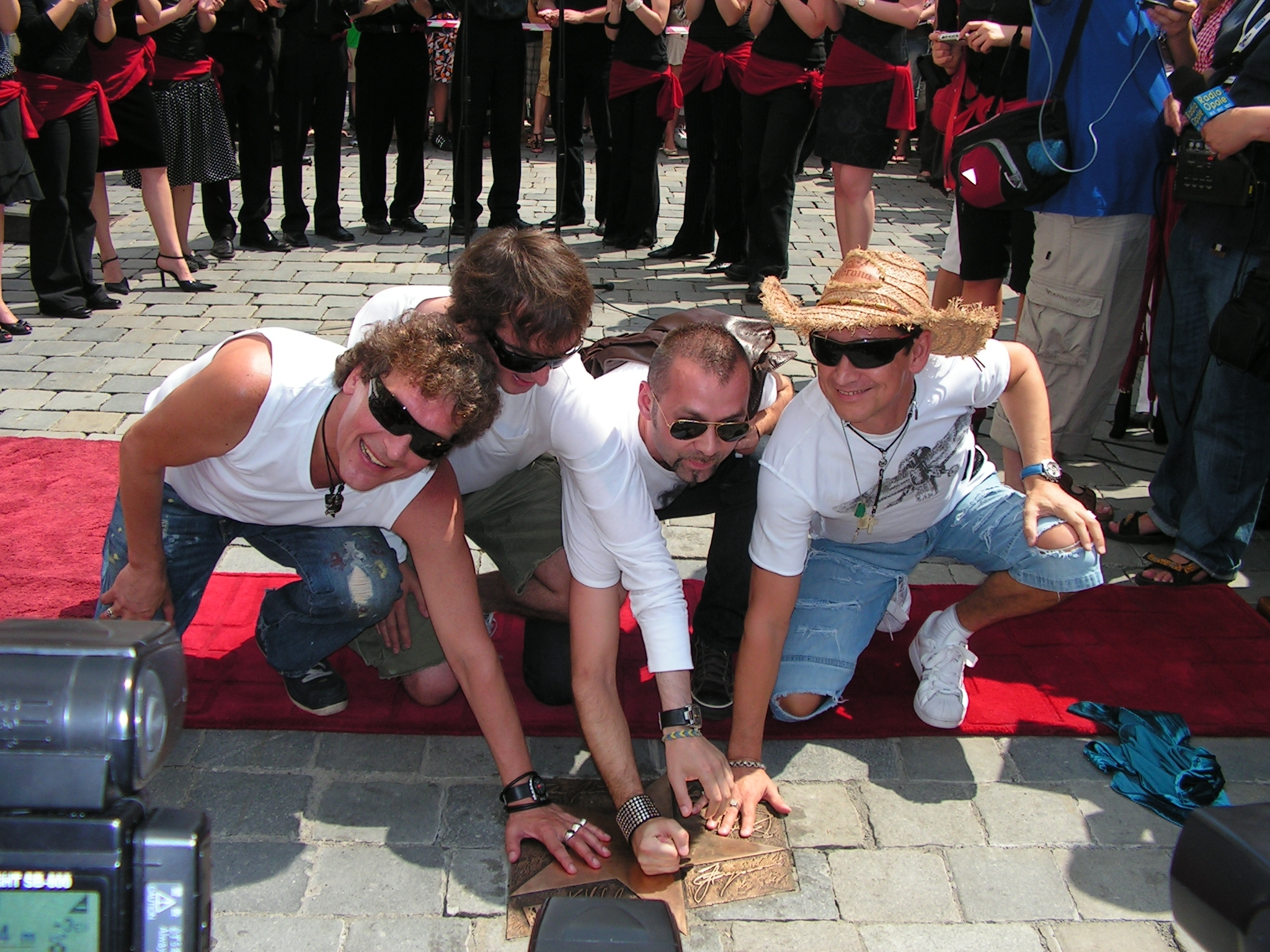
Lady Pank 2007

Lady Pank is een Poolse rockband die in 1981 is geformeerd door Jan Borysewicz en Andrzej Mogielnicki. De platen en singles die de band heeft uitgebracht behoren tot de meest populaire in Polen. Haar oorsprong vonden ze in Wrocław.

## Bezetting
1982:
- Jan Borysewicz - gitaar, zang
- Janusz Panasewicz - zang
- Paweł Mścisławski - bass
- Edmund Stasiak - gitaar
- Jarosław Szlagowski - drums

2001-2009:
- Jan Borysewicz - gitaar, zang
- Janusz Panasewicz - zang
- Kuba Jabłoński - drums
- Krzysztof Kieliszkiewicz - bass
- Michał Sitarski - gitaar

## Discografie
- Lady Pank (1983)
- Ohyda (1984)
- Drop Everything (1985) MCA Records
- LP 3 (1986)
- O dwóch takich, co ukradli Księżyc cz. I (1986)
- O dwóch takich, co ukradli Księżyc cz. II (1987)
- Tacy sami (1988)
- Zawsze tam, gdzie ty (1990)
- Lady Pank '81-'85 (1992)
- Nana (1994)
- "Mała wojna" akustycznie (1995)
- Ballady (1995)
- Gold (1995)
- The Best of Lady Pank (1990)
- Międzyzdroje (1996)
- Zimowe graffiti (1996)
- W transie (1997)
- Łowcy głów (1998)
- Koncertowa (1999)
- Złote przeboje (2000)
- Nasza reputacja (2000)
- Besta Besta (2002)
- The Best - "Zamki na piasku" (2004)
- Teraz (2004)
- Strach się bać (2007)
- Maraton (2011)